# 亚洲鸟蛤
是鳥蛤目鸟尾蛤科棘刺鸟蛤属的一种。其种加词“asiaticum”意为“亚洲的”。

## 分佈
主要分布于马来西亚、中国大陆、台湾。
常栖息在水深16-87米。